# Fjällets naturreservat
Fjällets naturreservat är ett naturreservat i Orsa kommun i Dalarnas län.
Området är naturskyddat sedan 2022 och är 88 hektar stort. Reservatet ligger nordost om Skattungbyn och består av tallskog med inslag av barrblandskog och lövträd.